# Anya Teixeira
Anya Teixeira (1913, Ukrajina – 1992, Londýn) byla ukrajinsko-britská pouliční fotografka a fotoreportérka.

## Životopis
Rodina Teixeiry unikla ruské revoluci v roce 1917 díky pomoci, kterou jim poskytl jejich strýc Morris Gest, newyorský impresário, a v roce 1924 se usadila v Berlíně , aby po očekávaném svržení bolševického režimu nebyla daleko. O patnáct let později museli Teixeirovi uprchnout před nacisty. Po příjezdu do Anglie v dubnu 1939 Anya zjistila, že uprchlíci jako ona mohli být pouze zaměstnanci v domácnosti nebo dělníky v továrně, nakonec jí však byla povolena kancelářská práce. Měla být zaměstnána na různých sekretářských pozicích až do svého odchodu do důchodu v roce 1975. Fotografování se věnovala ve svém volném čase, a vážně se jí začala zabývat až v 47 letech. O tři roky později spoluzaložila uměleckou skupinu Creative Photo Group v Londýně, o které pochvalně píší ve své knize A Concise History of Photography (Stručná historie fotografie) historikové Helmut a Alison Gernsheimovi.

## Výstavy
- 'Fotoarbeiten', Congress Centrum, Hamburk
- On Stage', Camden Arts Centre, Londýn
- Dancing in the Streets', Camden Arts Centre, Londýn
- World Press Photo, Haag
- Photokina (awarded Crystal Obelisk) Kolín nad Rýnem
- 'Art for Society', Whitechapel Art Gallery, Londýn
- Midland Art Centre, Birmingham
- Midland Group, Nottingham
- British Council Travelling Exhibition (Indie, Pákistán, Srí Lanka)
- British Council Theatre Exhibition, Lisabon
- British Council Fringe Theatre Exhibition, Venezuela
- Women's Images of Men, ICA, Londýn

## Citát z fotografie
„Je pro mě poněkud obtížné vyjádřit se k mé práci slovy a domnívám se, že se to nejlépe děje prostřednictvím mých fotografií... Líbí se mi ve fotografii experimentovat, ale nepřekračovat hranice mezi uměleckým výrazem a jeho vlastní příčinou. Ačkoli mě přitahují abstrakty a grafické tvary, považuji za nejzajímavější předmět lidi kvůli nekonečné rozmanitosti, kterou toto téma nabízí. Jelikož se věnuji divadelní fotografii a domnívám se, že specializace může být omezující, rád bych to kompenzovala tím, že jsem lidi stavěla mimo scénu...“ 